# Rosalind Lee
Pour les articles homonymes, voir Lee.
Rosalind « Candy » Lee est une scientifique biomédicale américaine, principalement connue pour son article pionnier sur la découverte du microARN, publié en 1993. En 2002, Lee a été co-récipiendaire du prix Newcomb Cleveland pour le meilleur article de l'année publié dans la revue Science. En 2024, ce même article a été cité comme la découverte fondamentale pour laquelle le prix Nobel de physiologie ou de médecine a été décerné cette année-là, à son co-auteur et époux Victor Ambros.

## Carrière
Lee est diplômée du Massachusetts Institute of Technology en 1976. La même année, elle épouse Victor Ambros, qui est à l'époque doctorant au MIT.
En 1987, Lee débute comme assistante de recherche dans le laboratoire de Victor Ambros, à l'Université de Harvard. Ses travaux sur le clonage de lin-4 débutent en 1989, où Rhonda Feinbaum la rejoint peu après. Les co-auteurs soumettent leur article phare en 1993 à la revue Cell, parallèlement à un article connexe de Gary Ruvkun. L'article de Lee est rapidement accepté pour publication et, dans le cadre d'un changement de politique du journal, il est publié avec un avis sur la première page indiquant qu'il avait été co-écrit par Lee et Feinbaum.[pas clair]
L'article de Lee de 1993 est largement considéré comme la contribution fondamentale à la découverte du microARN, pour laquelle son mari Ambros et Ruvkun ont tous deux reçu le prix Nobel en 2024. L'annonce du Nobel a suscité un débat sur la question de l'exclusion de Lee du prix Nobel.

## Récompenses
- 2002 : Prix Newcomb Cleveland de l'Association américaine pour l'avancement de la science. Co-récipiendaire en tant que premier auteur pour son article dans Science qui a rapporté la découverte de 15 nouveaux gènes de microARN chez C. elegans[8].